# Östra Klagstorps kyrka

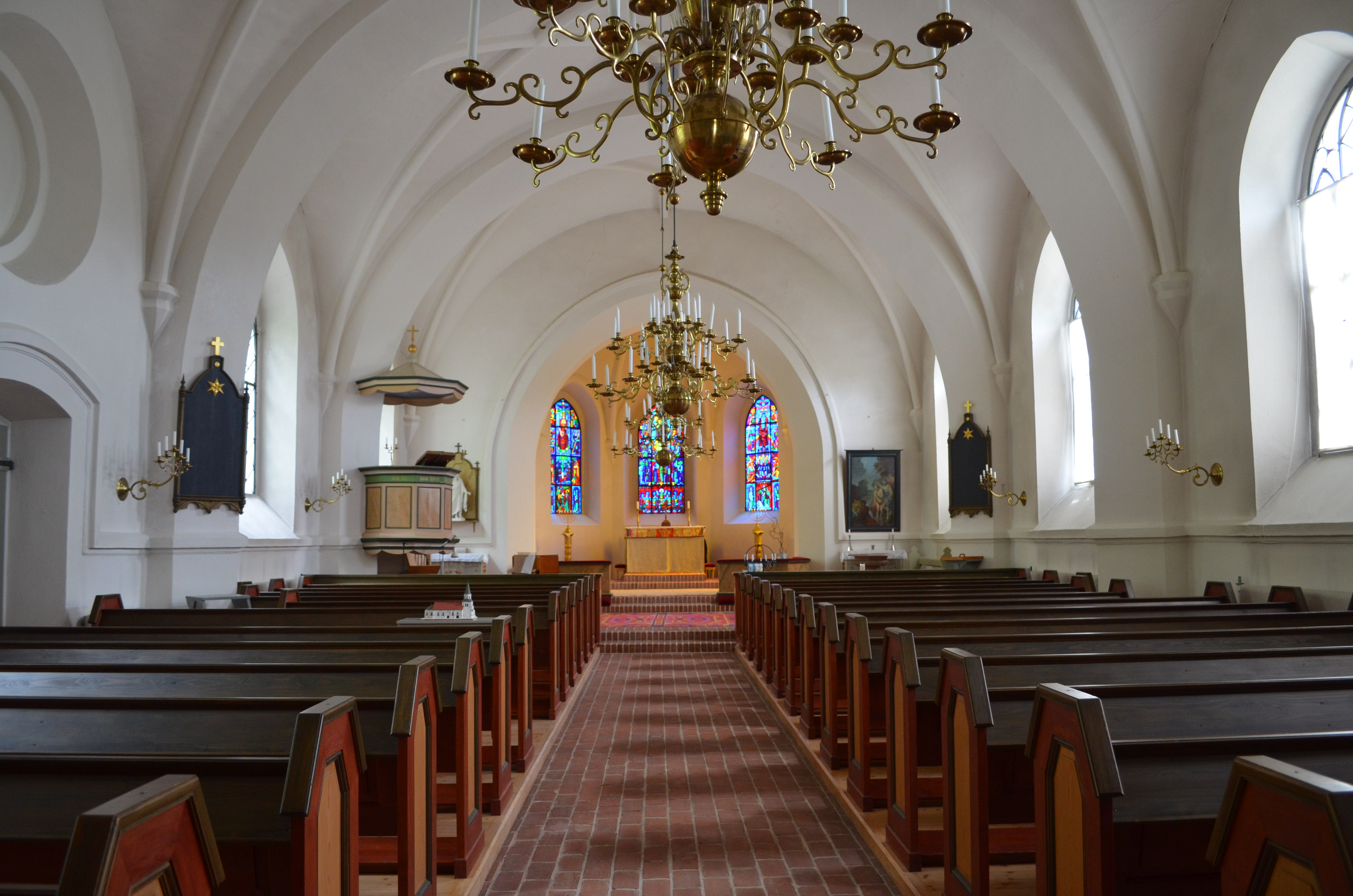
Östra Klagstorps kyrkas kyrkosal

Östra Klagstorps kyrka är en kyrkobyggnad i Klagstorp på Söderslätt i Skåne. Den tillhör Källstorps församling i Lunds stift. Lägg märke till att kyrkan har en symbol på en hexagram vid ingången mot vägen. 

## Kyrkobyggnaden
Kyrkan i Klagstorp invigdes 1868 och är ritad av arkitekt Helgo Zettervall. Den är uppförd i tegel. Det åttkantiga tornets nedre del är bevarat från den tidigare kyrkan. Den härstammade från tidig medeltid, även om tornet tillkom senare. En genomgripande renovering gjordes 1939 under ledning av domkyrkoarkitekt Eiler Græbe. 1955 tillkom tre korfönster.

### Orgel
- 1854 byggde Johan Lambert Larsson, Ystad en orgel med 6 stämmor.
- Den nuvarande orgeln byggdes 1942 av A. Magnussons Orgelbyggeri AB, Göteborg och är en pneumatisk orgel.

| Huvudverk I   | Svällverk II      | Pedal       | Koppel   |
| Gedackt 16´   | Rörflöjt 8´       | Subbas 16´  | I/P      |
| Principal 8´  | Salicional 8´     | Ekobas 16'  | II/P     |
| Borduna 8'    | Voix Celeste 8'   | Oktavbas 8' | II/I     |
| Oktava 4'     | Gemshorn 4'       | Koralbas 4' | I 4'/I   |
| Täckflöjt 4'  | Nasard 2 2/3'     |             | II 16'/I |
| Mixtur 4 chor | Blockflöjt 2'     |             | II 4'/I  |
| Trumpet 8'    | Crescendosvällare |             | II 4'/II |